# Kårvåg
Kårvåg este o localitate din comuna Averøy, provincia Møre og Romsdal, Norvegia, cu o suprafață de 0,32 km² și o populație de 288 locuitori (2013).